# Cult (альбом)
Cult — третій студійний альбом фінського рок-гурту Apocalyptica.

## Трек-лист
1. «Path» — 3:08
2. «Struggle» — 3:26
3. '«'Romance'»' — 3:28
4. «Pray!» — 4:22
5. «In Memoriam» — 4:41
6. «Hyperventilation» — 4:28
7. «Beyond Time» — 3:57
8. «Hope» — 3:24
9. «Kaamos» — 4:42
10. «Coma» — 6:59
11. «Hall of the Mountain King» (Edvard Grieg) — 3:29
12. «Until It Sleeps» (Load) — 3:15
13. «Fight Fire With Fire» ( Ride the Lightning) — 3:25